# 1885 az irodalomban
Az 1885. év az irodalomban.

## Megjelent új művek
- Richard Francis Burton: The Book of the Thousand Nights and a Night (Ezer éjszaka és egy éjszaka könyve), az Az Ezeregyéjszaka meséi angol fordítása
- H. Rider Haggard regénye: King Solomon's Mines
- Guy de Maupassant regénye: A szépfiú (Bel-Ami)
- George Meredith regénye: Diana of the crossways[1]
- Jules Verne regénye: Sándor Mátyás (Mathias Sandorf)
- Émile Zola regénye: Germinál
- Friedrich Nietzsche négy részből álló filozófiai regénye, az Im-ígyen szólott Zarathustra (Also sprach Zarathustra) befejező része
- Cuboucsi Sójó japán író:
  - Tószei soszei kisicu (Mai diákok portréi, 1885–1886), az első modern japán regények egyike
  - esszékötete: Sószecu sinzui (A regény lényege, 1885–1886)

### Költészet

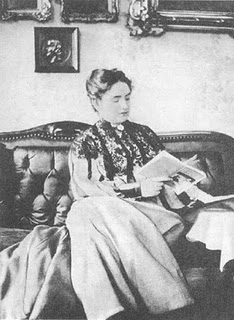
Lesznai Anna

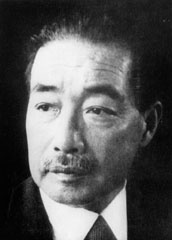
Kitahara Hakusú

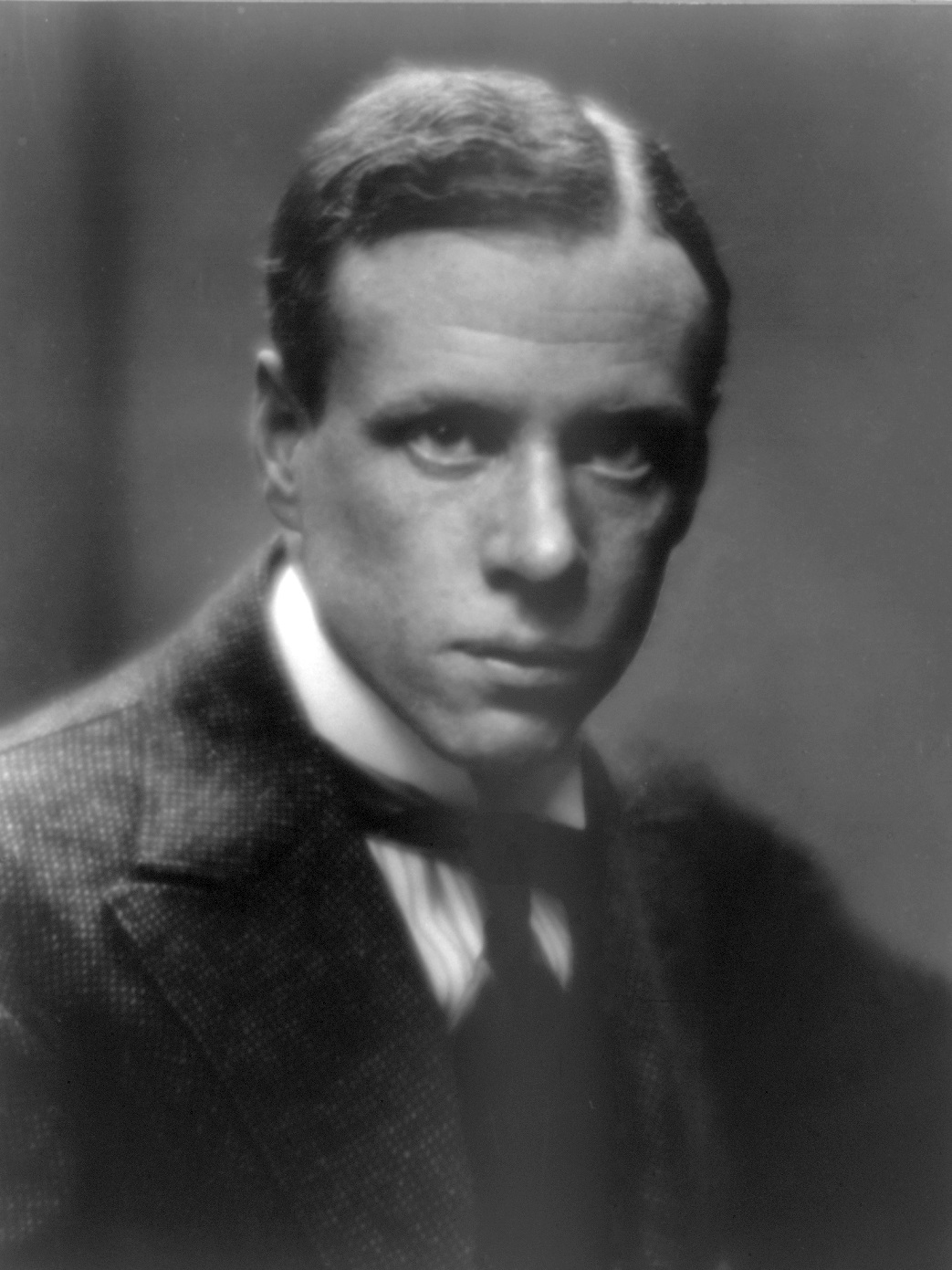
Sinclair Lewis

- Paul Verlaine tanulmánykötete: Les Poètes maudits (Átkozott költők), melyben bemutatja az új francia költői iskola, a szimbolisták legfőbb képviselőit[2]

### Dráma
- Henry Becque francia szerző vígjátéka: La Parisienne (A párizsi nő), bemutató

### Magyar nyelven
- Jókai Mór művei:
  - A lőcsei fehér asszony, regény
  - A cigánybáró (a kisregény alapján készült operettet ősszel mutatják be Bécsben)
- Tolnai Lajos regényei:
  - A falu urai
  - A polgármester úr
  - Dániel pap lesz
- Csiky Gergely: 
  - Spartacus, tragédia öt felvonásban (a Csiky-sorozatban jelenik meg)
  - Plautus vígjátékai (négy kötet), a teljes Plautus Csiky Gergely fordításában
- Szász Károly műfordítása: Dante Alighieri Isteni Színjátéka (három kötet, 1885–1899)

## Születések

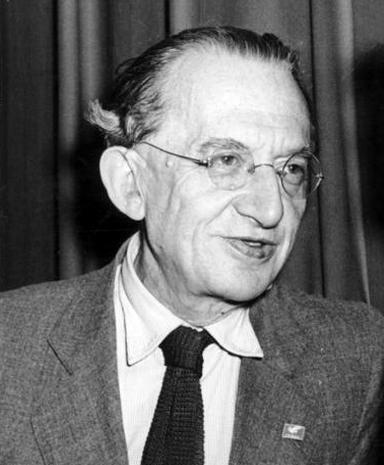
Lukács György

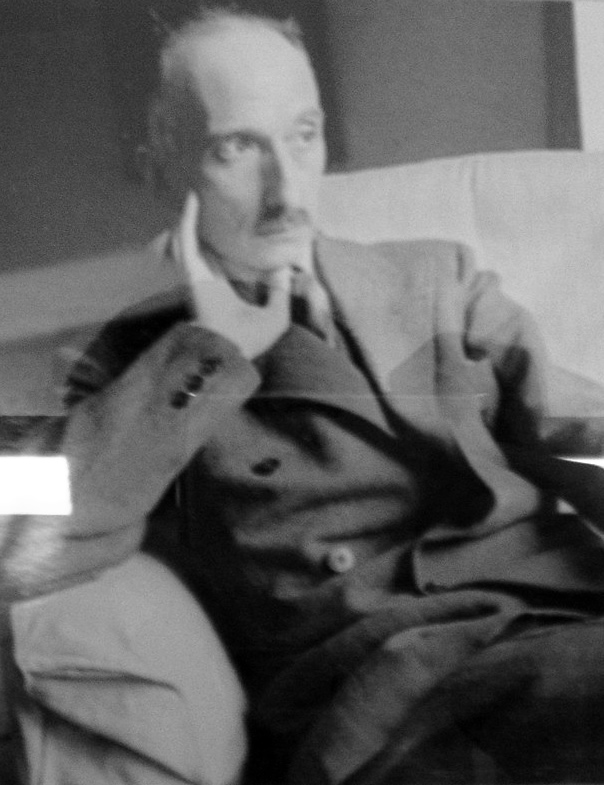
François Mauriac

- január 3. – Lesznai Anna költő, író, grafikus, iparművész († 1966)
- január 25. – Kitahara Hakusú japán költő († 1942)
- február 7. – Sinclair Lewis Nobel-díjas (1930) amerikai regény-, novella-, és drámaíró († 1951)
- február 21. – Sacha Guitry francia drámaíró, rendező, forgatókönyvíró, († 1957)
- március 25. – Mateiu Caragiale román költő, író († 1936)
- március 29. – Kosztolányi Dezső író, költő, műfordító, kritikus, esszéíró, a 20. századi magyar széppróza és líra egyik legnagyobb alakja († 1936)
- április 13. – Lukács György filozófus, esztéta, politikus († 1971)
- április 17. – Karen Blixen dán írónő, a huszadik századi dán irodalom kiemelkedő képviselője († 1962)
- április 29. – Egon Erwin Kisch németül író cseh újságíró, „a száguldó riporter” († 1948)
- szeptember 11. – D. H. Lawrence, sok féle műfajban alkotó angol író, fordító, kritikus († 1930)
- szeptember 22. – Benedek Marcell író, irodalomtörténész, műfordító, színházigazgató († 1969)
- október 11. – François Mauriac Nobel-díjas (1952) francia író († 1970)
- október 30. – Ezra Pound amerikai költő, műfordító, kritikus, szerkesztő († 1972)
- december 8. – Kenneth Roberts amerikai regényíró († 1957)
- augusztus 26. – Jules Romains francia író († 1972)
- november 9. – Velemir Hlebnyikov orosz, szovjet költő, író, az orosz avantgárd kiemelkedő alakja († 1922)
- december 31. – Kuncz Aladár író, szerkesztő, kritikus, műfordító, a Fekete kolostor szerzője († 1931)

## Halálozások
- április 14. – Győry Vilmos evangélikus lelkész, teológus, író, műfordító (* 1838)
- május 22. – Victor Hugo francia romantikus költő, regényíró (* 1802)
- október 22. – Pavol Dobšinský evangélikus lelkész, szlovák író, műfordító, néprajzkutató (* 1828)
- november 7. – Nyikolaj Jakovlevics Danyilevszkij (* 1822)
- november 25. – Grigore Alexandrescu román költő, állatmeseíró (* 1810)